# Ellmau
Ellmau ist eine Gemeinde mit 2951 Einwohnern (Stand 1. Jänner 2024) im Bezirk Kufstein im Land Tirol in Österreich. Die Gemeinde liegt im Gerichtsbezirk Kufstein.
Die Gemeinde liegt in einem Sommer- und Wintersportgebiet und lebt hauptsächlich vom Tourismus (ca. 5000 Gästebetten).

## Geografie
Ellmau liegt am Fuße des Naturschutzgebietes Wilder Kaiser auf 820 m Höhe im Söllandl, eingebettet zwischen dem Kalkmassiv des Wilden Kaisers im Norden und dem Hartkaiser im Süden, etwa 17 km von der Autobahnausfahrt Kufstein-Süd entfernt. Das Siedlungsgebiet erstreckt sich über den gesamten Ellmauer Sattel, der die Wasserscheide zwischen Inn und Großache bildet.

### Nachbargemeinden
|                                 | Kufstein, Kirchdorf in Tirol                |                                             |
| Söll, Scheffau am Wilden Kaiser | Kompassrose, die auf Nachbargemeinden zeigt | Going am Wilden Kaiser, Reith bei Kitzbühel |
|                                 | Kirchberg in Tirol, Brixen im Thale         |                                             |

## Geschichte
Die erste urkundliche Erwähnung erfuhr der Ort im Jahr 1153–1156 in einer Urkunde des Klosters Herrenchiemsee. Zu dieser Zeit wurde von Sigboto von Stöttham Besitz zu Horngach in „Elmǒwe“ (bedeutet Ulmenaue) samt Hörigen an das Kloster übereignet. Um 1240 gehörte Ellmau zum Gericht Söllland, zu dem die Orte Scheffau und Niederau gehörten. Heute sind nur noch die Weistümer erhalten, die interessante Informationen über die damalige Gerichtsbarkeit bieten.
Ellmau war auch schon zu Urzeiten ein bekanntes Handelszentrum. Da das Dorf auf der Strecke zwischen Salzburg und Innsbruck liegt, wurde um 1616 eine Poststation errichtet, welche bis in das 20. Jahrhundert von der Familie Kaisermann verwaltet wurde.
Im Mittelalter wurde Tirol von Grundherren verwaltet. Zum Zwecke der Übersicht wurden die Schrannen in sogenannte „Viertel“ gegliedert. Ellmau bestand aus den drei Vierteln: Ellmauer Viertel, Weißacher Viertel und Rieser Viertel. Im 19. Jahrhundert wurde aus diesen Vierteln die politische Gemeinde Ellmau gebildet, 1850 wurden die Viertel von Ellmau, Scheffau und Söll zu einer Gemeinde mit dem Namen Söll vereinigt. Am 4. Oktober 1865 aber wurde das Gebiet wieder in die drei selbständigen Gemeinden aufgeteilt.
Bis heute hat sich Ellmau zu einem Tourismusort entwickelt. Der Anschluss an das drittgrößte Skigebiet Österreichs Wilder Kaiser-Brixental machte den Ort zu einer großen Wintersportregion, der mit knapp 1 Million Nächtigungen pro Jahr zu den Spitzenreitern im Tiroler Unterland gehört.
Kirchengeschichte
Die Pfarre Ellmaus gehörte ursprünglich zur Urpfarre Söll, welche der Diözese Salzburg zugeordnet war. Von 1217 bis 1817 war Söll beim Bistum Chiemsee. 1214 wird erstmals eine Kirche in Ellmau erwähnt, die von Söll aus betreut wurde. 1463 bekam der Ort erstmals eine seelsorgerische Versorgung. Im Jahre 1558 wurde Ellmau zur Kuratie erhoben, blieb aber immer noch der Pfarre Söll unterstellt. Etwa 320 Jahre später wurde Ellmau der Pfarrstatus verliehen. Im Jahre 1426 erwähnte man erstmals eine Kirche St. Michael. Es ist ein gotischer Bau mit einem Hochaltar und zwei Seitenaltären. 1740–1746 wurde die Kirche durch einen größeren Barockbau ersetzt.

### Bevölkerungsentwicklung
| Ellmau: Einwohnerzahlen von 1869 bis 2024           | Ellmau: Einwohnerzahlen von 1869 bis 2024 | Ellmau: Einwohnerzahlen von 1869 bis 2024 | Ellmau: Einwohnerzahlen von 1869 bis 2024 | Ellmau: Einwohnerzahlen von 1869 bis 2024 |
| --------------------------------------------------- | ----------------------------------------- | ----------------------------------------- | ----------------------------------------- | ----------------------------------------- |
| Jahr                                                |                                           |                                           |                                           | Einwohner                                 |
| 1869                                                | 1869                                      |                                           | 867                                       | 867                                       |
| 1880                                                | 1880                                      |                                           | 797                                       | 797                                       |
| 1890                                                | 1890                                      |                                           | 803                                       | 803                                       |
| 1900                                                | 1900                                      |                                           | 869                                       | 869                                       |
| 1910                                                | 1910                                      |                                           | 890                                       | 890                                       |
| 1923                                                | 1923                                      |                                           | 984                                       | 984                                       |
| 1934                                                | 1934                                      |                                           | 967                                       | 967                                       |
| 1939                                                | 1939                                      |                                           | 977                                       | 977                                       |
| 1951                                                | 1951                                      |                                           | 1.156                                     | 1.156                                     |
| 1961                                                | 1961                                      |                                           | 1.326                                     | 1.326                                     |
| 1971                                                | 1971                                      |                                           | 1.601                                     | 1.601                                     |
| 1981                                                | 1981                                      |                                           | 1.847                                     | 1.847                                     |
| 1991                                                | 1991                                      |                                           | 2.117                                     | 2.117                                     |
| 2001                                                | 2001                                      |                                           | 2.524                                     | 2.524                                     |
| 2011                                                | 2011                                      |                                           | 2.653                                     | 2.653                                     |
| 2021                                                | 2021                                      |                                           | 2.841                                     | 2.841                                     |
| 2024                                                | 2024                                      |                                           | 2.951                                     | 2.951                                     |
| Quelle(n): Statistik Austria, Gebietsstand 1.1.2021 |                                           |                                           |                                           |                                           |

## Kultur und Sehenswürdigkeiten

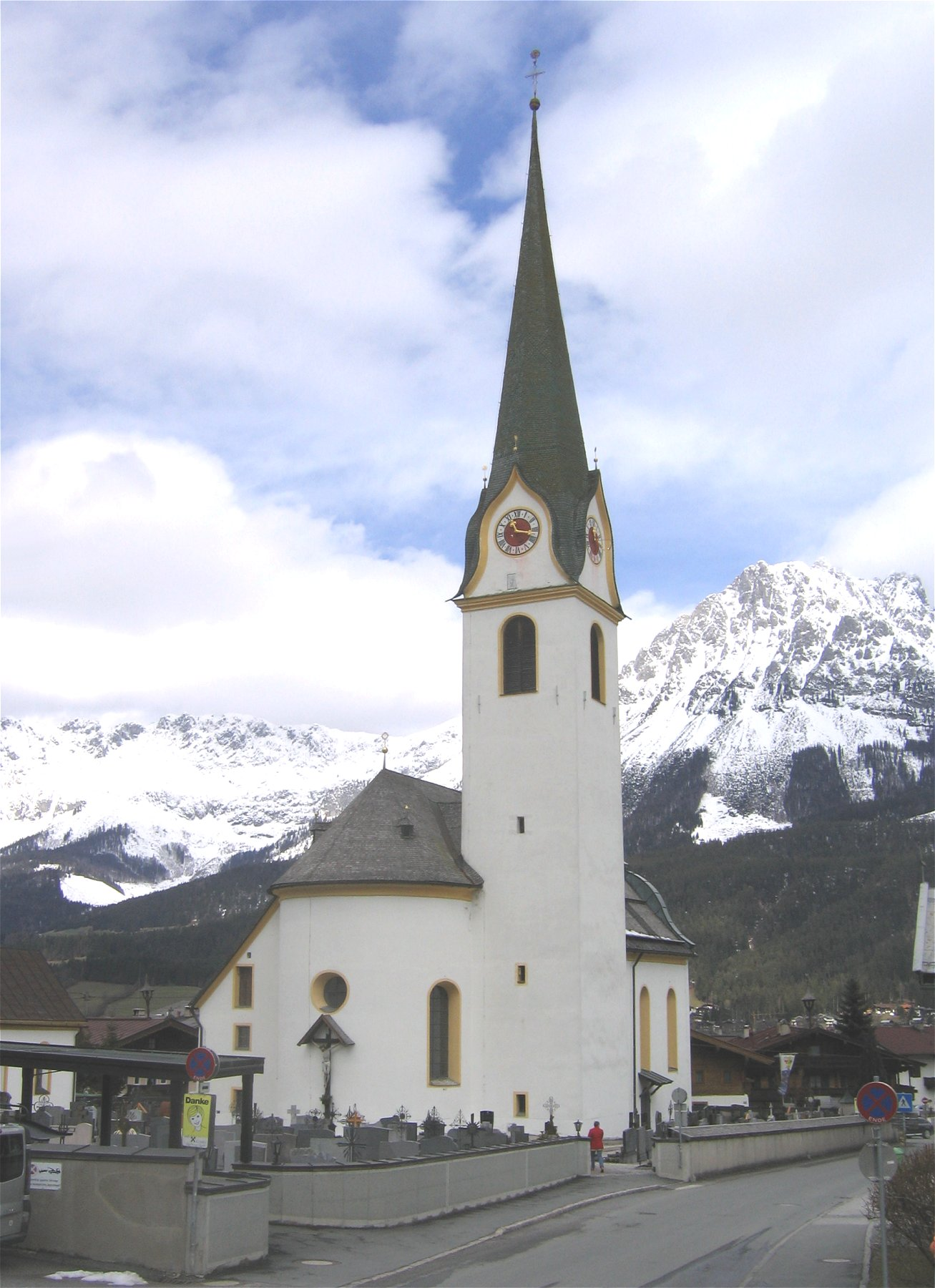
Pfarrkirche Ellmau

- Katholische Pfarrkirche Ellmau hl. Michael
- Bauernhaus Wegmacher: Heimatmuseum

## Wirtschaft und Infrastruktur

### Sport und Tourismus
Ellmau verfügt über
- zwei Golfplätze: „Kaisergolf“ (9-Loch) und „Golfplatz Wilder Kaiser“ (27-Loch)
- ein Erlebnisschwimmbad (KaiserBad)
- eine 10er Gondelbahn (Baujahr 2015) auf den 1553 Meter hohen Hartkaiser mit dem Kinderspielplatz Ellmi's Zauberwelt, Anschluss an das große Skigebiet Skiwelt Wilder Kaiser Brixental, das sich bis zur Hohen Salve im Westen erstreckt

## Politik

### Gemeinderat
Der Gemeinderat hat 15 Mitglieder.
- Mit den Gemeinderats- und Bürgermeisterwahlen in Tirol 1998 hatte der Gemeinderat folgende Verteilung: 10 Ellmauer Volksliste, 4 Freiheitlich – Unabhängige Bürgerliste, und 1 Demokraten für Ellmau – SPÖ und Parteifreie.
- Mit den Gemeinderats- und Bürgermeisterwahlen in Tirol 2004 hatte der Gemeinderat folgende Verteilung: 8 Ellmauer Volksliste, 5 Unabhängige Bürgerliste Ellmau, und 2 Demokraten für Ellmau – SPÖ und Parteifreie.[3]
- Mit den Gemeinderats- und Bürgermeisterwahlen in Tirol 2010 hatte der Gemeinderat folgende Verteilung: 8 Ellmauer Volksliste, 5 Unabhängige Bürgerliste Ellmau, und 2 Demokraten für Ellmau – SPÖ und Parteifreie.[4]
- Mit den Gemeinderats- und Bürgermeisterwahlen in Tirol 2016 hatte der Gemeinderat folgende Verteilung: 7 Ellmauer Volksliste, 4 Unabhängige Bürgerliste Ellmau, 3 Plus für Ellmau und 1 Demokraten für Ellmau – SPÖ und Parteifreie.[5]
- Mit den Gemeinderats- und Bürgermeisterwahlen in Tirol 2022 hat der Gemeinderat folgende Verteilung: 6 Ellmauer Volksliste (EVL), 2 Unabhängige Bürgerliste Ellmau (UBE), 1 Plus für Ellmau (PLUS), 3 Dahoam in Ellmau (DIE) und 3 Miteinander und Transparent (MUT).[6]

### Bürgermeister seit 1900
- 1900–1902 Balthasar Hochfilzer, Gast- und Landwirt
- 1902–1906 Peter Steinbacher, Vorderwaldbauer
- 1906–1908 Georg Spielthenner, Branntweinhändler
- 1908–1911 Andrä Gugglberger, Harmstättbauer
- 1911–1913 Josef Steinbacher Vorderwaldbauer
- 1913–1916 Andrä Gugglberger, Harmstättbauer
- 1916–1918 Christian Widauer, Maikircherbauer
- 1918–1926 Andrä Gugglberger, Harmstättbauer
- 1926–1945 Thomas Niedermühlbichler, Pfitscherbauer
- 1945–1956 Johann Feiersinger, Ledererbauer
- 1956–1959 Michael Hautz, Oberleitenbauer
- 1959–1965 Georg Stöckl, Oberachenbauer
- 1965–1968 Johann Unterrainer, Kirchbichlbauer
- 1968–1974 Josef Sojer, Gast- und Landwirt (Grubhof)
- 1974–1975 Jakob Schellhorn, Lehrer und Gastwirt
- 1975–1980 Josef Sojer, Gast- und Landwirt (Grubhof)
- 1980–1990 Siegfried Langegger, Elektromeister
- 1990–2003 Johann Leitner, Landwirt Huben (Ellmauer Volksliste)
- seit 2003 Nikolaus Manzl, Pensionswirt (Ellmauer Volksliste)[7]

### Wappen
| | Blasonierung: „Ein goldener Zickzackbalken auf rotem Grund.“ |
| Wappenbegründung: Das 1972 verliehene Gemeindewappen basiert auf dem Siegel des Geschlechts der Hampersdorfer, das ein bedeutender Grundherr in Ellmau war. Zugleich erinnert es mit den Zacken an den Wilden Kaiser, an dessen Südfuß Ellmau liegt. |                                                              |

## Regelmäßige Veranstaltungen

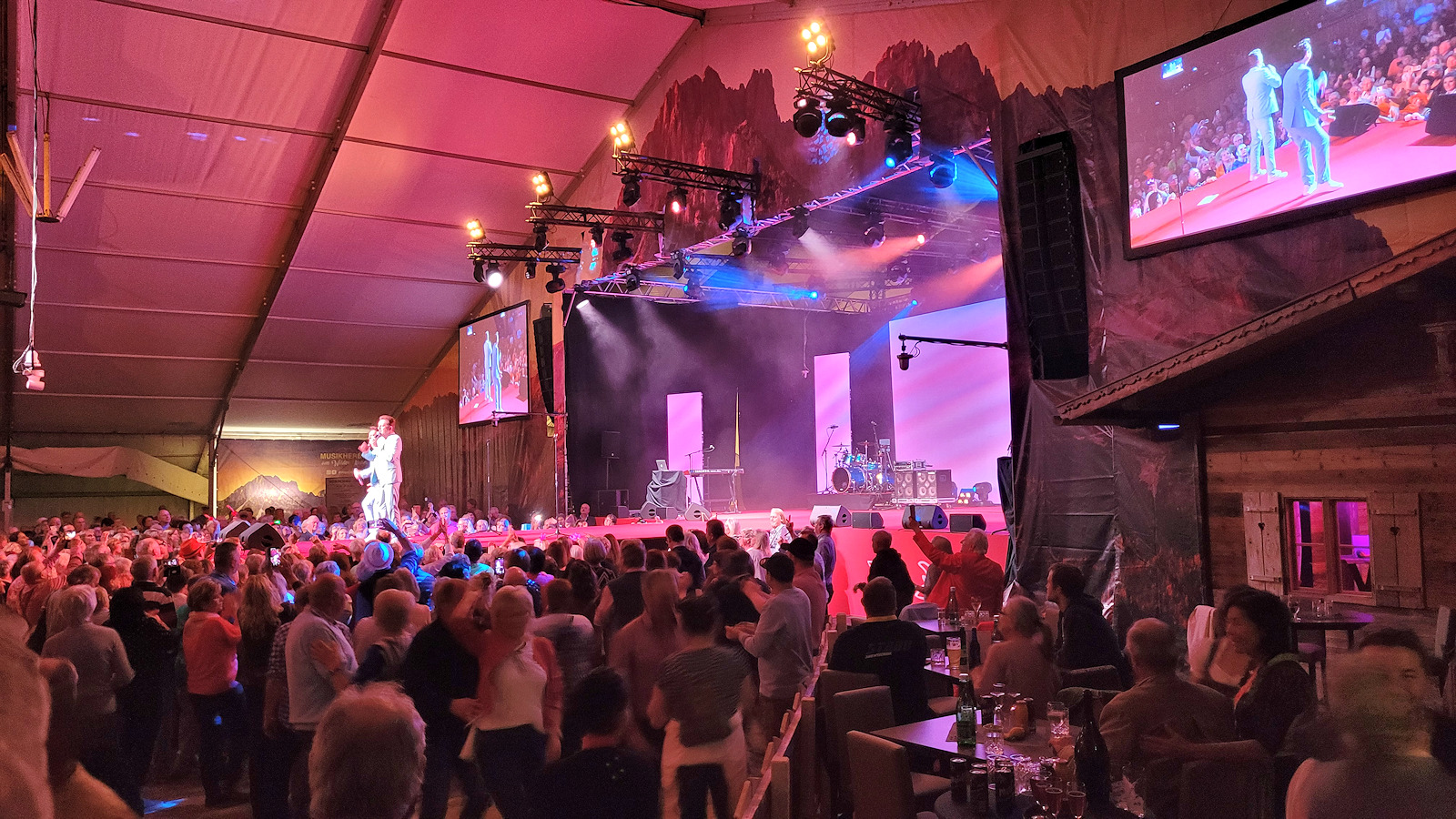
Musikherbst am Wilden Kaiser, 2022

- September/Oktober: Musikherbst am Wildenkaiser[10][11], mehrtägiges Musikevent, seit 1993

## Ellmau im Fernsehen
Ellmau ist seit 2008 zentraler Handlungsort der Fernsehserie Der Bergdoktor mit Hans Sigl als Hauptdarsteller Dr. Martin Gruber. Die Bergdoktorpraxis befindet sich in Faistenbichl.
Zudem finden dort die Aufzeichnungen der VOX-Musiksendungen One Night Song und Sing meinen Song – Das Weihnachtskonzert statt. Ebenfalls fanden dort Drehs für Verstehen Sie Spaß? und ein Musikvideo der Band Rammstein statt.

## Persönlichkeiten

### Söhne und Töchter der Gemeinde
- Johann Astl (1891–1964), Politiker (SPÖ) und Elektriker
- Josef Aschbacher (* 1962), Generaldirektor der Europäischen Weltraumorganisation

## Fotos

Aussicht vom Alpengasthof „Hausberg“ aus
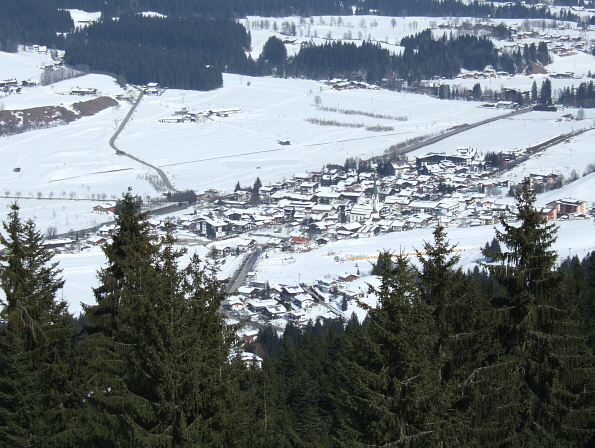
Ellmau im Winter
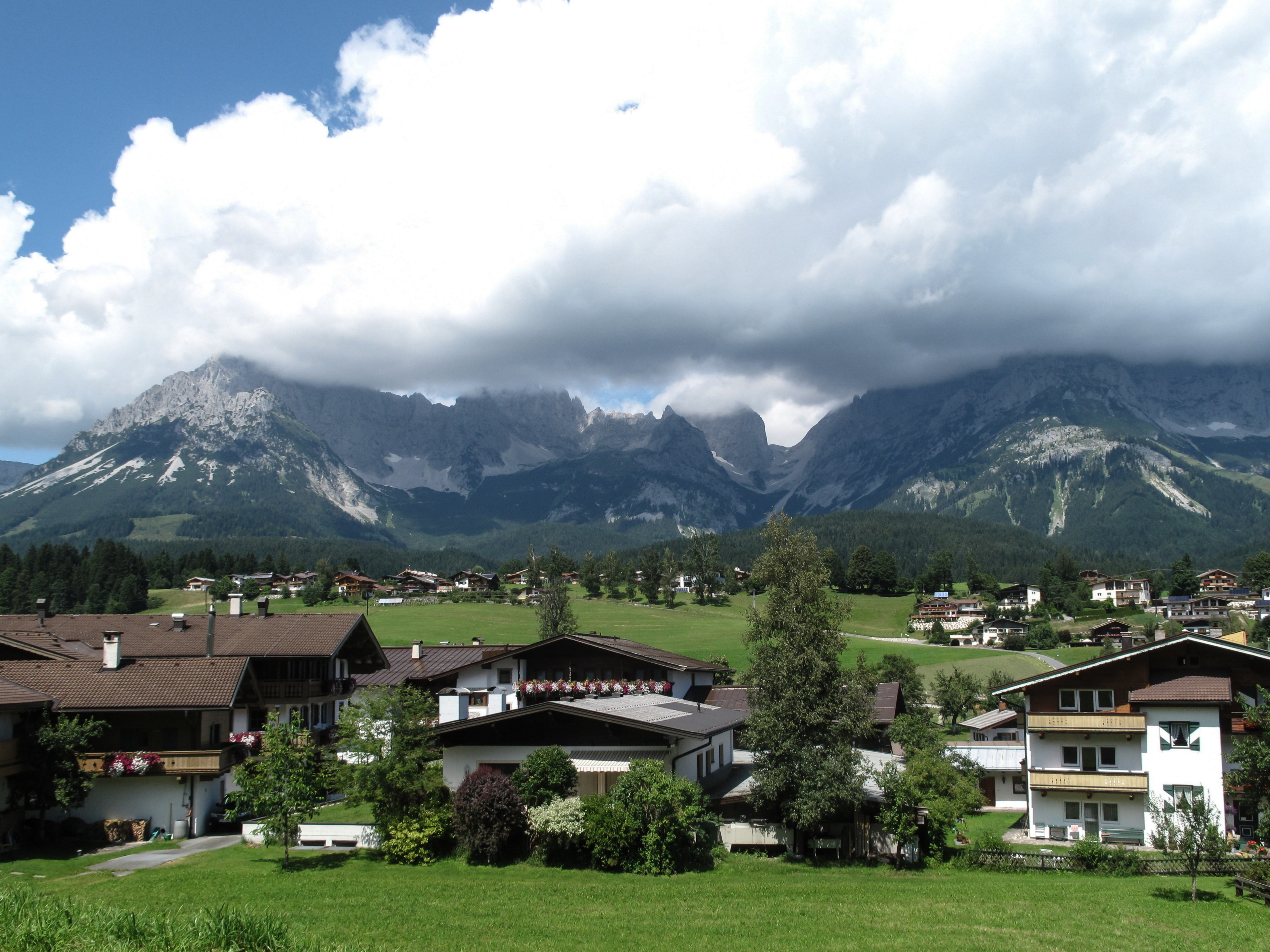
Östlicher Teil des Dorfes
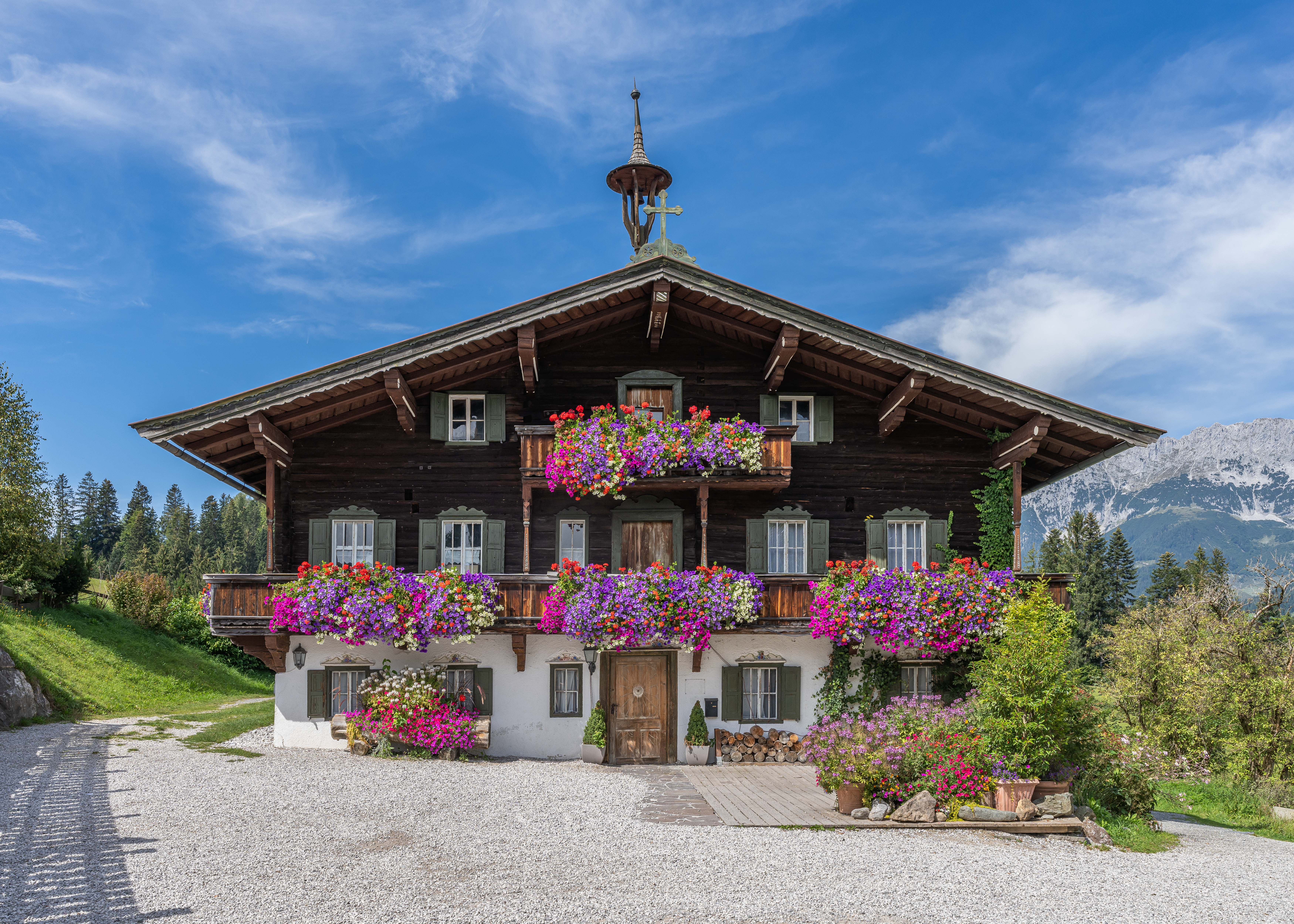
Bauernhof „Hinterschnabel“ in Faistenbichl, „Bergdoktorpraxis“ in der TV-Serie Der Bergdoktor
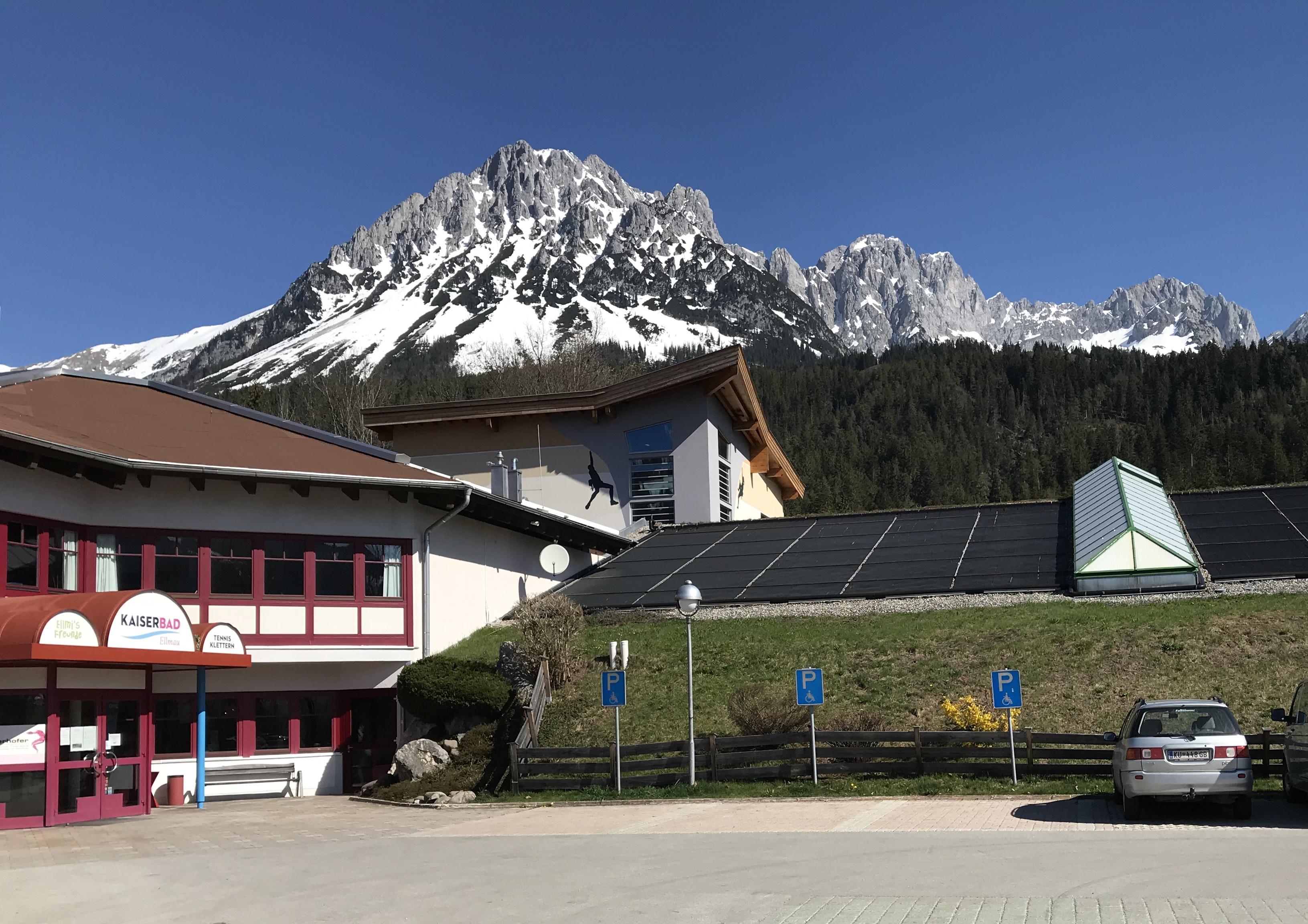
Tennishalle Kaiserbad, Drehort der Klinik-Innenaufnahmen in Der Bergdoktor
Ansicht der Ellmauer Feuerwehr